# Tempo of the Damned
Tempo of the Damned šesti je studijski album američkog thrash metal sastava Exodus. Diskografska kuća Nuclear Blast objavila ga je 2. veljače 2004. godine. Album je posvećen preminulom prijatelju članova i bivšemu pjevaču Paulu Baloffu.
Tempo of the Damned posljednji je album skupine na kojem je gitaru svirao je Rick Hunolt i prvi na kojem je bas-gitaru svirao Jack Gibson. Također je posljednji uradak s pjevačem Steveom "Zetro" Souzom sve do albuma Blood In, Blood Out, koji je objavljen 2014. godine, i prvi od albuma Fabulous Disaster na kojem je bubnjeve svirao Tom Hunting. 

## Popis pjesama
Tekstovi i glazba: Gary Holt, osim gdje je označeno drugačije. 
| 1.    | »Scar Spangled Banner« |                   |                                 | 6:41 |
| 2.    | »War Is My Shepherd«   | Holt, Steve Souza |                                 | 4:27 |
| 3.    | »Blacklist«            |                   |                                 | 6:17 |
| 4.    | »Shroud of Urine«      |                   |                                 | 4:52 |
| 5.    | »Forward March«        | Souza             |                                 | 7:39 |
| 6.    | »Culling the Herd«     |                   |                                 | 6:07 |
| 7.    | »Sealed with a Fist«   |                   |                                 | 3:36 |
| 8.    | »Throwing Down«        | John Miller       |                                 | 5:01 |
| 9.    | »Impaler«              | Paul Baloff       | Kirk Hammett, Holt, Tom Hunting | 5:25 |
| 10.   | »Tempo of the Damned«  |                   |                                 | 4:21 |
| 54:26 |                        |                   |                                 |      |

## Zasluge
Exodus
- Gary Holt – gitara
- Steve Souza – vokali
- Rick Hunolt – gitara
- Tom Hunting – bubnjevi
- Jack Gibson – bas-gitara

Ostalo osoblje
- Andy Sneap – produkcija, miksanje, mastering
- Goober – pomoć pri tonskoj obradi
- Jowita Kamińska – naslovnica
- Tobe – dodatni dizajn, omot albuma
- Friso Gentsch – fotografija